# Dooabia transrufa
Dooabia transrufa är en fjärilsart som beskrevs av Holloway 1976. Dooabia transrufa ingår i släktet Dooabia och familjen mätare. Inga underarter finns listade i Catalogue of Life.